# Omer Atzili
Omer Atzili (ur. 27 lipca 1993 w Holon) – izraelski piłkarz występujący na pozycji napastnika.

## Sukcesy
Hapoel Riszon le-Cijjon
- Puchar Izraela Toto ( Liga Leumit ): 2012–13

Maccabi Tel Awiw
- Izraelska Premier League: 2018–19, 2019–20
- Puchar Izraela Toto ( Ligat Ha'Al ): 2017-18, 2018-19

Maccabi Hajfa
- Izraelska Premier League: 2020–21, 2021–22, 2022–23
- Puchar Izraela Toto (Ligat Ha'Al): 2021–22
- Superpuchar Izraela: 2021

Indywidualne
- Izraelski Piłkarz Roku: 2021–22
- Najlepszy strzelec izraelskiej Premier League: 2021–22, 2022–23
- Najwięcej asyst w izraelskiej Premier League: 2020–21, 2021–22